# Daniele Muscionico
Daniele Muscionico (* 1962 in Buchs) ist eine Schweizer Kulturjournalistin und Buchautorin.

## Leben
Muscionico wuchs auf im St. Galler Rheintal. An der Universität Zürich studierte sie Germanistik. Dann begann sie als Volontärin bei der Neuen Zürcher Zeitung (NZZ), wo sie 18 Jahre lang als Kulturredaktorin mit den Spezialgebieten Theater und Fotografie blieb. Von 2007 bis 2009 schrieb sie bei der Weltwoche.
2014 geriert Muscionico in die Kritik, weil ihre Laudatio am Berliner Theatertreffen zu Teilen aus dem Text eines Theater-Programmheftes bestanden hatte. Sie räumte einen «Faux-pas» ein und trat als Jurorin zurück. 2015 und 2016 schrieb sie die Kolumne Laut und Luise in der NZZ, welche sie als «eine der Zürcher Edelfedern» anpries.
Als freie Autorin publiziert sie in Die Zeit, der Frankfurter Rundschau, der Süddeutschen Zeitung, Die Welt sowie diversen Schweizer Zeitungen. Seit 2021 ist sie in einem Teilzeitpensum bei CH Media tätig.

## Auszeichnungen
- 2004: Zürcher Journalistenpreis in der Kategorie «Alltag/Kleine Form».
- 2006: Werkjahr der Kulturstiftung Landis & Gyr.[9]
- 2010: Schweizer Preis für unabhängigen Journalismus[10]

## Publikationen
- Mäddel Fuchs – Irgendwo und überall: Gesammelte Momente. Mit Mäddel Fuchs (Fotografien). Scheidegger & Spiess, Zürich 2021, ISBN 978-3-03942-012-4.
- Pays de rêve – Die Kunst der Kronenhalle Zürich. Herausgegeben von Sibylle Ryser und Isabel Zürcher. Prestel Verlag, München 2019.
- Vom Dachs zum Schwein: Heimische Tiere. Mit Markus Roost und Roland Hausheer (Illustratoren). Schweizerisches Jugendschriftenwerk, Zürich 2018, ISBN 978-3-7269-0127-1.
- Fell und Flausen: Wahre Geschichten von Tieren und ihren Menschen: 30 wahre Geschichten von Tieren und Menschen. Limmat Verlag, Zürich 2020, ISBN 978-3-85791-885-8.
- Early Work. 1945-55. Fotografien: René Groebli. Sturm & Drang Verlag, Zürich 2015, ISBN 978-3-906822-00-6.
- Starke Schweizer Frauen: 24 Porträts. Limmat Verlag, Zürich 2011, ISBN 978-3-85791-637-3.
- himmelaufreissen: Theater M.A.R.I.A./Marie und die freie Theaterszene in der Schweiz. (Herausgeberin und Autorin) Hier + jetzt, Zürich 2009, ISBN 978-3-03919-111-6.
- Jetzt erst Hecht. 50 Jahre Theater am Hechtplatz. Herausgegeben von Nicolas Baerlocher, Dominik Flaschka. NZZ Libro, Zürich 2008, ISBN 978-3-03823-469-2.
- backstage: Die Deutscheschweizer Kabarett- und Comedyszene. :it Fotografien von Roland Soldi. Edition Patrick Frey, Zürich 2007, ISBN 978-3-85932-543-2.
- Kronenhalle. Karin Giger und Michael Wissing (Herausgeber), Nico Cadsky (Illustrator). Orell Füssli, Zürich 2005, ISBN 3-280-06059-1.[11]